# David Olivia
David Olivia (ur. 1983) – amerykański zapaśnik i zawodnik mieszanych sztuk walki (MMA) występujący w wadze ciężkiej. Triumfator akademickich mistrzostw w zapasach. Zwycięzca turnieju wagi ciężkiej federacji KSW. Były mistrz Steel Fist.

## Kariera MMA

### Wczesna kariera
Karierę MMA rozpoczął wygranym pojedynkiem z Amerykaninem Mattem Hirschem 1 sierpnia 2009 roku na gali Madtown Throwdown 20.
W swojej drugiej walce, która odbyła się 17 października 2009 roku na gali Madtown Throwdown 21 pokonał Lee Defoose'a.

### KSW i Steel Fist Entertainment
11 grudnia 2009 roku wystartował w turnieju wagi ciężkiej na gali KSW XII w Warszawie. W ćwierćfinale pokonał Wojciecha Orłowskiego. W półfinale zmierzył się z Danielem Omielańczukiem, który zastąpił kontuzjowanego Dawida Baziaka. Amerykanin wygrał jednogłośną decyzją sędziów. 7 maja 2010 roku na gali KSW XIII: Kumite w Katowicach odbył się finał turnieju. Rywalem Olivii był Łotysz Konstantīns Gluhovs. Amerykanin wygrał walkę jednogłośną decyzją sędziów i zdobył turniejowy pas KSW w wadze ciężkiej.
31 lipca 2010 roku na gali Steel Fist Entertainment: Hostile Validation pokonał w 1. rundzie Chucka Hoskinsa.
25 lutego 2012 roku na gali KSW XVIII: Unfinished Sympathy zmierzył się z Polakiem Karolem Bedorfem. Po 2. rundach sędziowie orzekli jednogłośnie zwycięstwo Bedorfa.

## Osiągnięcia

### Mieszane sztuki walki
- 2010: KSW XII –  zwycięzca turnieju do 105 kg
- 2010: mistrz Steel Fist w wadze ciężkiej

## Lista walk w MMA
| Wynik     | Bilans | Przeciwnik                | Rozstrzygnięcie                | Runda | Czas | Rozgrywki                                    | Data       | Miejsce   | Uwagi                                                |
| --------- | ------ | ------------------------- | ------------------------------ | ----- | ---- | -------------------------------------------- | ---------- | --------- | ---------------------------------------------------- |
| Przegrana | 6-1    | Karol Bedorf (6-2)        | Decyzja (jednogłośna)          | 2     | 5:00 | KSW 18: Unfinished Sympathy                  | 25.02.2012 | Płock     |                                                      |
| Wygrana   | 6-0    | Chuck Hoskins (3-2)       | Poddanie (duszenie zza pleców) | 1     | 2:48 | Steel Fist Entertainment: Hostile Validation | 31.07.2010 | Milwaukee | Zdobył pas mistrzowski Steel Fist w wadze ciężkiej   |
| Wygrana   | 5-0    | Konstantīns Gluhovs (6-4) | Decyzja (jednogłośna)          | 3     | 5:00 | KSW 13: Kumite                               | 07.05.2010 | Katowice  | Wygrał finał turnieju wagi ciężkiej KSW              |
| Wygrana   | 4-0    | Daniel Omielańczuk (1-1)  | Decyzja (jednogłośna)          | 2     | 5:00 | KSW 12: Pudzianowski vs. Najman              | 11.12.2009 | Warszawa  | Półfinał turnieju wagi ciężkiej KSW                  |
| Wygrana   | 3-0    | Wojciech Orłowski (2-1)   | Poddanie (ciosy pięściami)     | 1     | 2:51 | KSW 12: Pudzianowski vs. Najman              | 11.12.2009 | Warszawa  | Debiut w KSW, Ćwierćfinał turnieju wagi ciężkiej KSW |
| Wygrana   | 2-0    | Lee Defoose (1-4)         | Poddanie (ciosy pięściami)     | 1     | 2:18 | Madtown Throwdown 21                         | 17.10.2009 | Madison   |                                                      |
| Wygrana   | 1-0    | Matt Hirsch (5-4)         | TKO (ciosy pięściami)          | 1     | 1:07 | Madtown Throwdown 20                         | 01.08.2009 | Madison   | Debiut w MMA                                         |